# Střížovice (district de Jindřichův Hradec)
Pour les articles homonymes, voir Střížovice.
Střížovice (en allemand : Drösowitz) est une commune du district de Jindřichův Hradec, dans la région de Bohême-du-Sud, en République tchèque. Sa population s'élevait à 580 habitants en 2018.

## Géographie
Střížovice se trouve à 11 km à l'est de Jindrichuv Hradec, à 53 km à l'est-nord-est de České Budějovice et à 117 km au sud-sud-est de Prague.
La commune est limitée par Nová Olešná au nord, par Strmilov au nord-est, par Kunžak au sud-est, par Člunek au sud et par Hospříz et Blažejov à l'ouest.

## Histoire
La première mention écrite du village date de 1381.